# Skip – Das Kinomagazin
Skip – Das Kinomagazin (Eigenschreibweise SKIP – Das Kinomagazin) war eine 1983 gegründete, bis 2020 monatlich und kostenlos erschienene österreichische Filmzeitschrift.

## Inhalt
Die bebilderte Publikumszeitschrift beinhaltet Besprechungen (keine Kritiken) zu internationalen und österreichischen Filmneuheiten, Interviews mit Schauspielern und Regisseuren sowie Klatsch und Tratsch aus der Filmszene.

## Geschichte
Das in Zusammenarbeit mit der Kiba-Gesellschaft vom Wiener Metro Zeitschriftenverlag gegründete Magazin erschien erstmals im Februar 1983. Die Erstausgabe zählte 12 Seiten im Format 29 × 22 cm, erschien in einer Auflage von 50.000 Stück und lag kostenlos in allen Wiener Kiba-Kinos aus. Binnen 14 Monaten steigerte sich der Umfang auf 24 Seiten, die Auflage auf 80.000 Stück. 1995 zählte das Magazin bereits 90 Seiten und eine Auflage von 230.000 Exemplaren pro Ausgabe. 2017 betrug die Auflage gemäß eigenen Angaben 101.000 Exemplare, diese lagen unter anderem in 88 Multiplexen und Kinos sowie in 32 Thalia Filialen in ganz Österreich auf.
Zuletzt lag die verbreitete Auflage laut ÖAK (2. Halbjahr 2019) bei 82.122 Stück.
2001 wurde der Herausgeber von Skip, der Metro-Verlag, von Radda & Dressler (Chris Radda und Andreas Dressler) gekauft, der wiederum Teil der heute als Styria Media Group bekannten Verlagsgruppe wurde. 2009 verkaufte die Verlagsgruppe einige Magazine, darunter auch Skip, das von seinem damaligen Geschäftsführer Michael Ginalis mithilfe einer Investorengruppe übernommen wurde und seither von der neu gegründeten Skip Media GmbH herausgegeben wurde. 2016 wurde die Geschäftsführung von Wolfgang Grob übernommen, Chefredakteur wurde Christoph Prenner. Im Februar 2019 übernahm der Eigentümer Josef Hruby die Geschäftsführung.
2017 betrug die Reichweite nach Angaben der Arbeitsgemeinschaft Media-Analysen 235.000 Leser pro Ausgabe. Damit war Skip die größte Filmzeitschrift Österreichs, vor Konkurrenten wie The Gap und Ray.
Im April 2020 wurde die Insolvenz der Young Skip Media GmbH bekannt. Als Grund wurden wegen der aufgrund der COVID-19-Pandemie geschlossene Kinos angegeben.